# Reichsverkehrsdirektion Kiew
Reichsverkehrsdirektion Kiew var ett tyskt järnvägsdistrikt som drev järnvägstrafik i delar av det ockuperade Sovjetunionen under andra världskriget. Det sattes upp den 6 september 1941 under namnet Haupteisenbahndirektion Süd som en av fyra Haupteisenbahndirektionen för att ta över driften av de konverterade järnvägslinjerna i de bakre områdena. Det bytte namn till Reichsverkehrsdirektion Kiew den 15 januari 1942 och upplöstes den 25 juli 1944. Direktionen hade sin huvudort i Kiev fram till oktober 1943 då man flyttade till Vinnytsia, i december 1943 flyttade man vidare till Lviv. Trots att man bedrev järnvägstrafik i Rikskommissariatet Ukraina hade Rikskommissariatet ingen formel kontroll utan Reichsverkehrsdirektionen löd under Generaldirektion Osten med säte i Warszawa som kontrollerade all järnvägstrafik i öster.